# Puente del Congosto
Puente del Congosto est une commune de la province de Salamanque dans la communauté autonome de Castille-et-León en Espagne.

## Sites et patrimoine
- Église Nuestra Señora de la Asunción
- Château de los Dávila

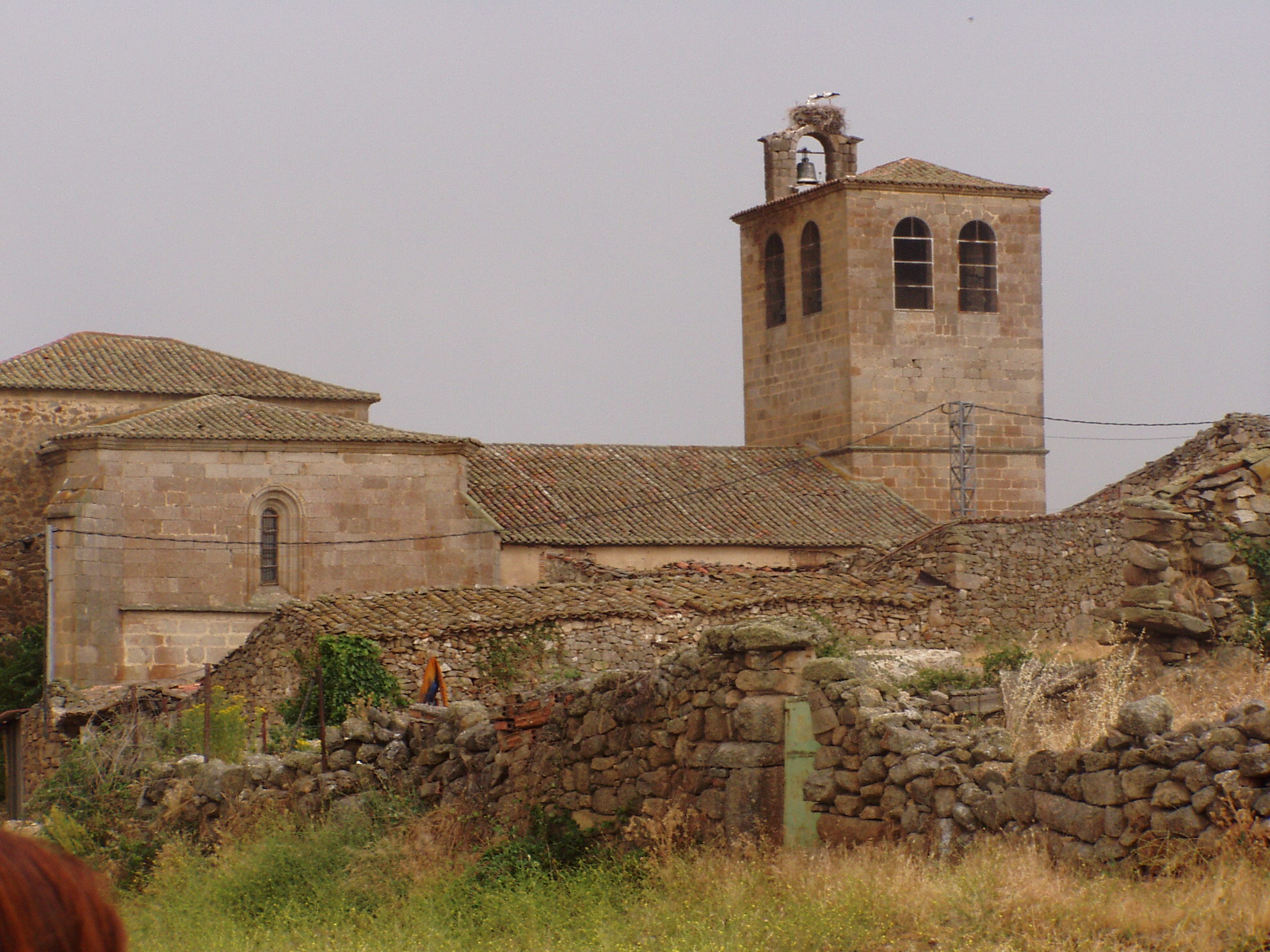
Église Nuestra Señora de la Asunción.
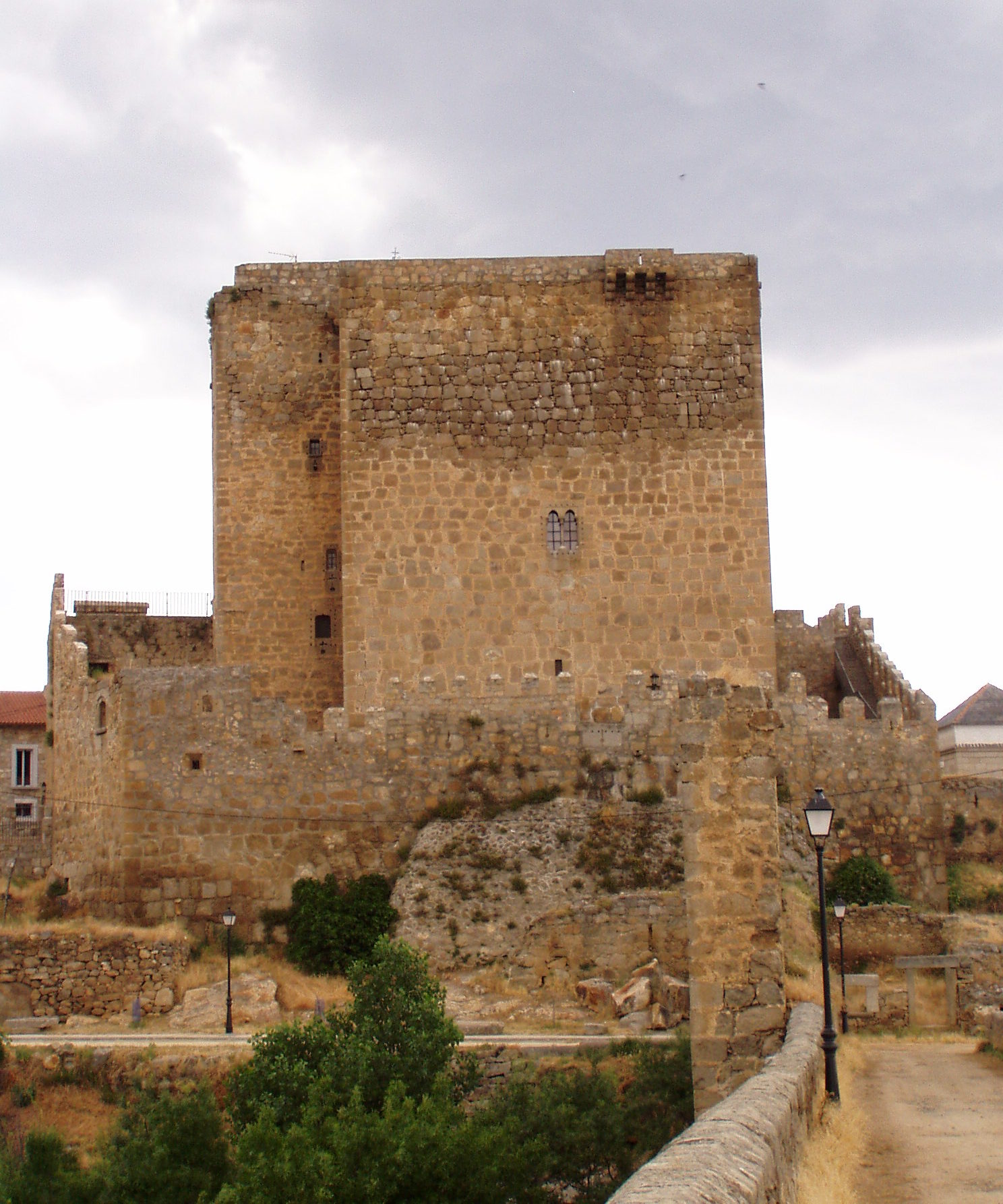
Château médiéval.